# Thorictus feae
Thorictus feae là một loài bọ cánh cứng trong họ Dermestidae. Loài này được Grouvelle miêu tả khoa học năm 1897.